# Asbecesta nigricollis
Asbecesta nigricollis es un coleóptero de la familia Chrysomelidae. Fue descrita científicamente por primera vez en 1958 por Bryant.